# Сант-Альбано-Стура
Сант-Альбано-Стура (итал. Sant'Albano Stura) — коммуна в Италии, располагается в регионе Пьемонт, в провинции Кунео.
Население составляет 2262 человека (2008 г.), плотность населения составляет 81 чел./км². Занимает площадь 28 км². Почтовый индекс — 12040. Телефонный код — 0172.
Покровителем коммуны почитается святой Либерат Римский, празднование 1 сентября.

## Демография
Динамика населения:

## Администрация коммуны
- Официальный сайт: http://www.santalbano.it/ Архивная копия от 14 августа 2013 на Wayback Machine